# Elachiptera dubiosa
Elachiptera dubiosa är en tvåvingeart som först beskrevs av Becker 1916.  Elachiptera dubiosa ingår i släktet Elachiptera och familjen fritflugor. Inga underarter finns listade i Catalogue of Life.